# DC EP
DC EP este al treilea extended play al lui John Frusciante, lansat pe 14 septembrie 2004 pe Record Collection. Produs de Ian Mackaye, de la Fugazi, EP-ul este a treia înregistrare dintr-o serie de șase, lansată din iunie 2004 până în februarie 2005, de Frusciante.

## Tracklist
Toate melodiile sunt scrise și compuse de John Frusciante. 
| Nr.             | Titlu           | Lungime |  |
| 1.              | „Dissolve”      | 4:27    |  |
| 2.              | „Goals”         | 3:21    |  |
| 3.              | „A Corner”      | 3:35    |  |
| 4.              | „Repeating”     | 3:24    |  |
| Lungime totală: | Lungime totală: | 14:49   |  |

## Personal
- John Frusciante – voce, chitară, bas, design
- Jerry Busher – tobe
- Ian Mackaye - producător